# Международный аэропорт Рубен-Берта
Международный аэропорт Уругваяна – Рубен Берта (IATA: URG, ICAO: SBUG) — аэропорт, который обслуживает Уругваяну (штат Риу-Гранди-ду-Сул, Бразилия). С 29 сентября 1967 года он носит имя Рубена Берты (1907–1966), который был третьим менеджером-директором Varig. Хотя в разговорной речи часто используется написание «Рубен Берта», официальное название аэропорта — «Рубем».
Он находится под управлением компании CCR.
Этот аэропорт имеет огромное международное стратегическое значение для коммерческого авиасообщения. Он находится на равном расстоянии от таких городов, как Порту-Алегри, Монтевидео, Буэнос-Айрес и Асунсьон. 27 октября 2015 года аэропорт вновь открыл свои двери для регулярных коммерческих рейсов, когда авиакомпания начала выполнять полёты из Порту-Алегри.

## История
Аэропорт был открыт в 1945 году, а здание аэровокзала — в 1968-м.
В 1951 году было положено начало строительству новой пассажирской станции в аэропорту Уругваяны. 1 января 1965 года аэропорт был открыт для воздушного движения и стал доступен для посещения. 29 сентября 1967 года его название было изменено на аэропорт Рубем Берта в честь одного из пионеров бразильской коммерческой авиации, который был первым сотрудником компании Varig, а впоследствии стал её президентом.
С ноября 1974 года аэропорты, которые используются как внутренние, так и международными гражданскими авиалайнерами для въезда и выезда из страны, стали международными аэропортами. В результате этого изменения место получило название Международный аэропорт Уругваяны – Рубем Берта. В октябре 1980 года компания Infraero взяла на себя техническую, административную и эксплуатационную ответственность за международный аэропорт Рубем Берта.
Ранее аэропорт эксплуатировался компанией Infraero. Однако, после шестого раунда концессий на аэропорты в 2021 году компания CCR одержала победу в Южном и Центральном блоках. В результате она получила право управлять аэропортом Уругваяна. Группа CCR приступила к работе в 2022 году. 7 апреля 2021 года CCR выиграла 30-летнюю концессию на его использование.

## Летная эксплуатация
В 2022 году было перевезено 29 765 пассажиров. Было выполнено 905 внутренних и 3 международных воздушных рейса.
Azul Linhas Aéreas — это главная авиакомпания, выполняющая рейсы из этого аэропорта.

## Расположение
Аэропорт находится в 9 километрах от центра города Уругваяна.